# Axiocerses eustorgia
Axiocerses eustorgia är en fjärilsart som beskrevs av Gustaaf Hulstaert 1924. Axiocerses eustorgia ingår i släktet Axiocerses och familjen juvelvingar. Inga underarter finns listade i Catalogue of Life.